# Реплонж
Репло́нж (фр. Replonges) — коммуна во Франции, находится в регионе Рона — Альпы. Департамент коммуны — Эн. Входит в состав кантона Баже-ле-Шатель. Округ коммуны — Бург-ан-Бресс.
Код коммуны — 01320.

## Население
Население коммуны на 2010 год составляло 3500 человек.
| 1962 | 1968 | 1975 | 1982 | 1990 | 1999 | 2010 |
| ---- | ---- | ---- | ---- | ---- | ---- | ---- |
| 1873 | 2187 | 2440 | 2610 | 2687 | 2841 | 3500 |

## Известные уроженцы
- Денуайе, Луи Клод (1805—1868) — французский журналист, редактор, писатель.